# ادیلسون گویانو
ادیلسون گویانو (انگلیسی: Adilson Goiano؛ زادهٔ ۹ فوریهٔ ۱۹۸۸) بازیکن فوتبال اهل برزیل است.